# 法庫県
法庫県（ほうこ-けん）は中華人民共和国遼寧省瀋陽市に位置する県。近年、陶磁器の生産が隆盛している。

## 歴史
県名である法庫は満州語でヤナ（魚粱）を意味するファク（ᡫᠠᡣᡡ　転写：fakū）の転訛である。
清代の康熙初年、開原県が設置されると法庫地区はその管轄地域とされ、盛京省の直轄地とされ、1807年（嘉慶12年）意向は昌図庁の管轄とされた。1881年（光緒7年）、康平県が設置されると法庫地区はその所管とされたが、1906年（光緒32年）に開原、鉄嶺、康平3県および新民府の一部に新たに法庫庁が設置され、法庫地区に独立した行政機構が初めて設置された。
中華民国が成立すると庁制が廃止となり、1913年（民国2年）に法庫県に改編され、当初は洮昌道に属した。
1932年（大同元年）、満州国が成立すると奉天省の管轄とされた。1937年（康徳4年）1月、遼河西岸の王家窩堡村が鉄嶺県に、北西部の王爺陵、陳五十屯、大房子、車家窩堡、大屯、劉秉堡、十家子の村がホルチン左翼前旗に移管され、1街26村226屯を管轄するようになった。
日本の敗色が強まった1945年（康徳12年）、共産党軍による攻略と抗日拠点の設置が進められ、8月には法庫県に進駐、法庫県民主政府を設立し遼寧省遼西行政公署の管轄とされ、孟家窩堡、柏家溝、大孤家子、三面船、双台子、秀水河子、城関の7区が設置された。
1946年（民国35年）以降は法庫県は国共内戦の舞台となり共産党と国民党による占領がめまぐるしく入れ替わる時期が続いた。1948年（民国37年）2月17日、法庫県は共産党の実効支配下に入り、同年8月17日には新たに設置された遼北省第1専署の管轄とされた。
その後の行政整理を受けた法庫県は1958年に瀋陽市に移管、更に2004年2月には309村に対する統合作業が行われ、現在225村、15社区を管轄している。
2008年8月18日、県内の柏家溝炭鉱でガス爆発事故が発生し、37人が遭難、そのうち26名が犠牲となる事故が発生している。

## 行政区画
2街道、12鎮、4郷、1民族郷を管轄する。
- 街道：吉祥街道、竜山街道
- 鎮：大孤家子鎮、三面船鎮、秀水河子鎮、葉茂台鎮、登仕堡子鎮、柏家溝鎮、丁家房鎮、孟家鎮、十間房鎮、馮貝堡鎮、依牛堡子鎮、包家屯鎮
- 郷：慈恩寺郷、和平郷、双台子郷、臥牛石郷
- 民族郷：四家子モンゴル族郷

## 交通

### 道路
- 高速道路
  -  長深高速道路
  -  遼中環状高速道路
  -  康瀋高速道路（中国語版）
- 国道
  -  G101国道
  -  G203国道（中国語版）
  -  G505国道（中国語版）